# 西成労働福祉センター
公益財団法人西成労働福祉センター（にしなりろうどうふくしセンター）は、あいりん地区の労働者の福祉向上のために大阪府により1962年に設置され、厚生労働大臣の許可を得て行う無料の職業紹介事業、職業に関する相談及び指導、日雇労働者福祉施設の受託経営などの事業を実施している公益法人。

## 概要
あいりん労働福祉センターの管理運営、あいりん労働福祉センターにて求人活動をする事務所の登録、技能講習の実施などを行う。

### 沿革
1962年10月1日に設立され、1963年5月15日に西成区東入船町23にて事務所を開設する。
1970年10月1日、事務所をあいりん労働福祉センターに移転。
2013年4月1日付で公益財団法人化された。
2019年3月11日、あいりん労働福祉センターの建て替えに伴い、事務所を西成区萩之茶屋1-3-28（南海高野線高架下）に仮移転。